# Terreiro Obá Ogunté
Ilê Obá Ogunté é um terreiro de Iemanjá fundado por volta de 1875 em Pernambuco, hoje mais conhecido como "Sítio de Pai Adão". Foi tombado como Patrimônio Histórico e Cultural em 1986.

## História
A história do Ilê Obá Ogunté começa por volta de 1875, com a chegada ao Brasil da africana Inês Joaquina da Costa (Ifá Tinuquê) também chamada de Tia Inês, morreu em 1905. Foi a fundadora do atual Sitio de Pai Adão, no Sítio de Água Fria, no Recife.
É a mais antiga casa de culto Nagô de Pernambuco e uma das mais venerandas do Brasil, considerada uma das matrizes da nação de culto afro-brasileiro Nagô, que guarda alguma semelhança com a nação Queto da Bahia, similar ao Xambá e ao Tchamba de Togo, e Trindade e Tobago.
- Primeiro terreiro a ser tombado por um governo estadual.
- O tombamento foi feito pelo Decreto 10.712, de 5 de setembro de 1985, pelo Governo do Estado de Pernambuco.[3]

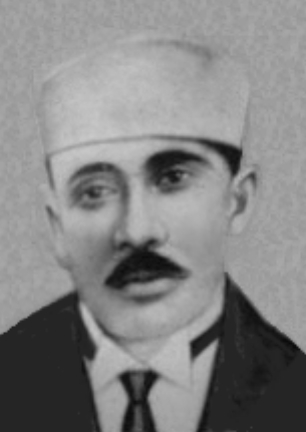
Pai Adão - Opê Uatanã

O Ilê Obá Ogunté, mais conhecido hoje como Sítio de Pai Adão, é um modelo de culto sob todos os pontos-de-vista: na sofisticação ritual, na beleza de sua música e da dança, no número de divindades cultuadas (ali são cultuadas divindades não encontradas em nenhum outro culto do Brasil), no poder espiritual das incorporações, tudo indicando uma tradição conservada com fidelidade às suas raízes.
Tia Inês, ao vir para o Brasil, trouxe consigo várias divindades, sob a forma de símbolos, imagens, objetos e inclusive sementes, para plantar uma imensa gameleira, ainda existente que é venerada como a divindade Irocô.
Ainda preserva em seu espaço-físico um baobá com mais de um século de existência e com mais de 10m de diâmetro, raro no Brasil por ser mais comumente encontradas espécimes desse porte nos locais de onde são nativas, na ilha de Madagascar (o maior centro de diversidade, com seis espécies), no continente africano e na Austrália (com uma espécie em cada). Uma das árvores sagradas do Terreiro Obá Ogunté foi danificada por um incêndio em Novembro de 2018.
A casa funcionou sempre como uma grande comunidade de negros africanos e de seus descendentes. Com a morte de Ifá Tinuquê, ela passou a ser liderada por Felipe Sabino da Costa (Opê Uatanã), conhecido por Pai Adão (sucessor de Tia Inês), que foi a maior personalidade da história do Xangô do Recife ou "Casa Amarela", entre outros talentos, por seus poderes espirituais, seu conhecimento profundo dos fundamentos rituais, estéticos e mitológicos da tradição e seu domínio da língua iorubá.
O babalorixá atual é Manoel do Nascimento Costa, mais conhecido como Manuel Papai, e a ialorixá Maria do Bonfim. Na nação Nagô-Ebá sempre são duas pessoas que dirigem a casa: um babalorixá e uma ialorixá, ou seja, um pai e uma mãe-de-santo.
De Pai Adão, todo o conhecimento foi transmitido sucessivamente a Obaloneim, Fatemi e Oluandê, para que finalmente fossem passados em Belford Roxo a Osunaloji (Pai Milton), que zela pela conservação e manutenção dessa tradição recebida, no Ilê Axé Agauerê Xapanã. Em seu ilê (casa), cujo orixá patrono é Iemanjá, as novas gerações de filhos de santo recebem dele todo esse rico arsenal de cultura afro-brasileira, com fundamento na nação Nagô-Ebá.
No Maranhão, a Casa Fante-Axante, em São Luís, nação Jeje-Nagô, babalorixá Euclides Menezes Ferreira (Talabiã), (de Oxaguiã com Oxum) e Mãe Isabel de Xangô com Oxum. A raiz é do Sitio de Pai Adão - Nagô do Recife - liderado hoje por Manuel Papai e Maria das Dores já falecida, juntamente pai Raminho de Oxóssi que incentiva os desfiles de Maracatu no Carnaval do Recife.
Em São Paulo, a ialorixá Maria das Dores Talabideim deixou a seu filho Pai José Alabi (José Gomes Barbosa), babalorixá do Ilê Axé Ajagunã Obá Olá Fadacá, a tradição ebá, passada à sua filha Oiá Dolu (Lorena de Santiago) ialorixá do Ilê Axé Oiá Tundê, juntamente com Baba Alajemi (Nilso Jorge Júnior), onde também se preservam os mais antigos fundamentos do Nagô-Ebá. Entre outros, destaca-se a ialorixá Valdecir de Obaluaiê que, sendo filha de santo de Oxunalogi, traz consigo a tradição e cultura dessa grande raiz.
Também no município de Guarulhos-SP, existe o Abaçá de Xangô Agodô e Obafunlé dirigido pelo babalorixá Alexandre de Odé e a ialorixá Dida de Xangô (Mãe carnal de Pai Alexandre), que receberam o Axé e os ensinamentos de Manuel Papai, Tia Mãezinha e Mãe Janda (in memoria), dos quais preservam e cultuam os fundamentos Nagô-Ebá. Além de divulgarem a raiz, eles também participam de atos e ações sociais, religiosos, políticos e são os responsáveis espirituais pelo bloco Afro Ilu Obá De Mim, formado por mulheres percussionistas que fazem um trabalho de educação, cultura e arte negra.

## Ligação externa
- Tombamento do Terreiro de Pai Adão